# American Tragedy
American Tragedy er det  amerikanske rap-rockband Hollywood Undead's  andet  studiealbum, der udkom 5. april 2011. 